# Caorle
Caorle é uma comuna italiana da região do Vêneto, província de Veneza, com cerca de 11.258 habitantes. Estende-se por uma área de 151 km², tendo uma densidade populacional de 75 hab/km². Faz fronteira com Concordia Sagittaria, Eraclea, Portogruaro, San Michele al Tagliamento, Santo Stino di Livenza, Torre di Mosto.